# Grotte des Moinhos Velhos
La grotte des Moinhos Velhos (« des Vieux moulins »), qui fait partie des grottes de Mira de Aire, est située dans la freguesia de Mira de Aire, sur le territoire de la municipalité de Porto de Mós (district de Leiria, Portugal),.
Elle est classée Immeuble d'intérêt public (Catégorie IIP) depuis 1955 .

## Historique
La grotte fut découverte le 27 juillet 1947, année des premières tentatives d'exploration. En 1948, certains des premiers explorateurs décidèrent de fonder la Société portugaise de spéléologie, première association portugaise de ce type. La grotte fut classée bien touristique d'intérêt public le 20 octobre 1955 et ouvrit ses portes au public le 11 août 1974. 
En 2023, la Société portugaise de spéléologie a confirmé le lien physique entre la grotte de Moinhos Velhos (Mira de Aire) et la grotte de Contenda à Alcanena.

## Description
Elle fait partie d'un vaste réseau de galeries de plus de 11 km de long et constitue, avec la Gruta da Pena et la Gruta da Contenda, l'un des systèmes souterrains les plus importants du Massif calcaire de Estremenho (pt). Elle se caractérise par la présence de deux collecteurs paragénétiques fossiles , d' un diamètre approximativement décamétrique , avec des affluents formant un réseau dendritique et un ensemble de galeries semi-actives à disposition dendritique au nord et angulaire au sud. La zone fossile présente une dénivellation de 100 mètres et l'épaisseur de la zone intermédiaire varie entre 80 mètres en amont et 60 mètres en aval, l' eau circulant par des galeries syngénétiques, du quadrant nord au quadrant sud, vers l'affleurement de la Gruta da Pena.
Quatre phases peuvent être définies dans l'évolution du système. La première est représentée par les galeries phréatiques peu profondes et de petit diamètre, la deuxième par le collecteur paragénétique de la Galerie Jumelle, la troisième par la Grande Galerie et ses affluents, et la dernière par les galeries actives et semi-actives des étages inférieurs.
Un coléoptère endémique des grottes appelé Trechus lunai (pt) vit dans les galeries du système de grottes de Moinhos Velhos, et les galeries aquatiques sont habitées par des crustacés cavernicioles, dont le plus abondant est le Proasellus lusitanicus .

## Galerie

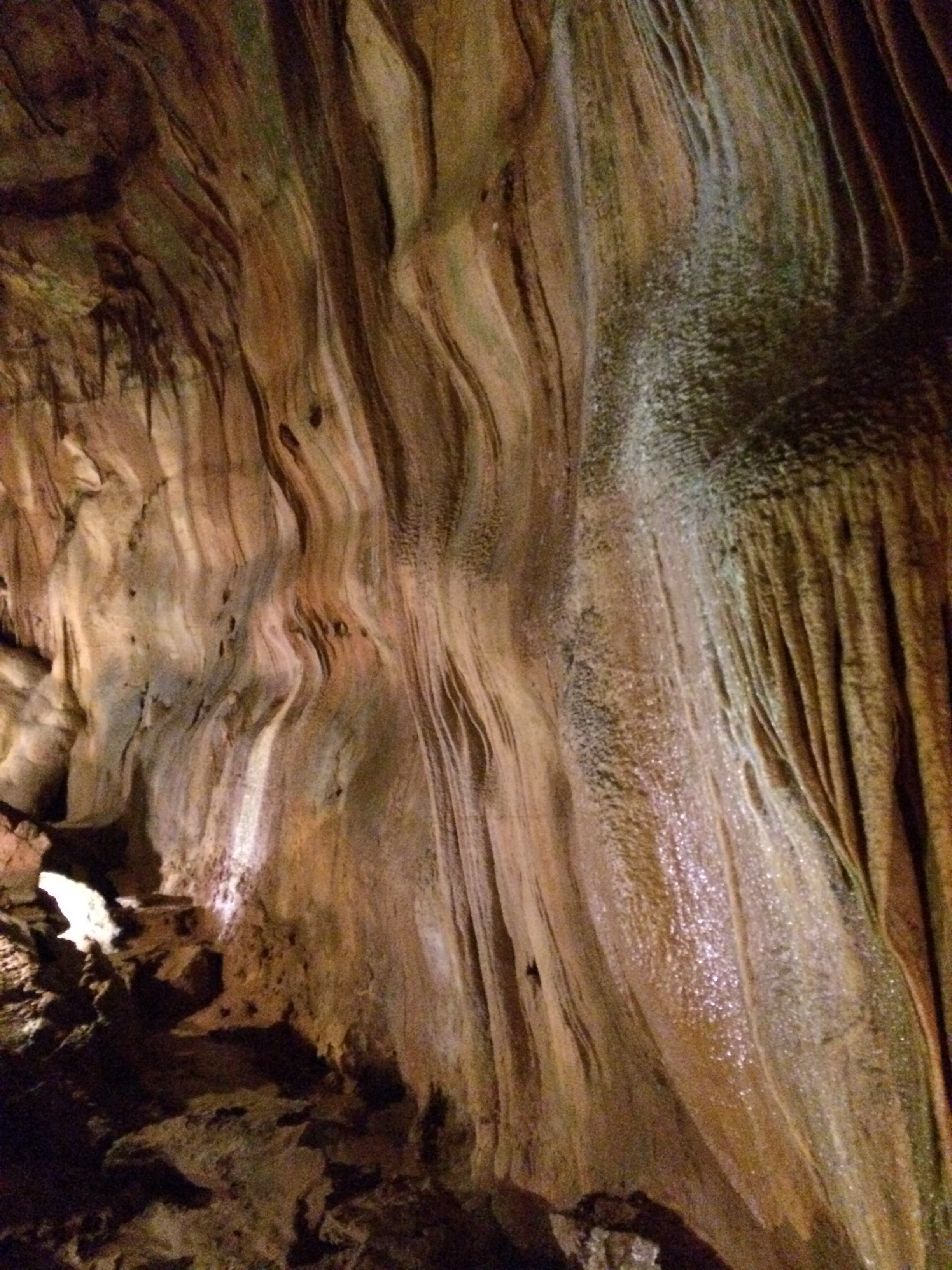
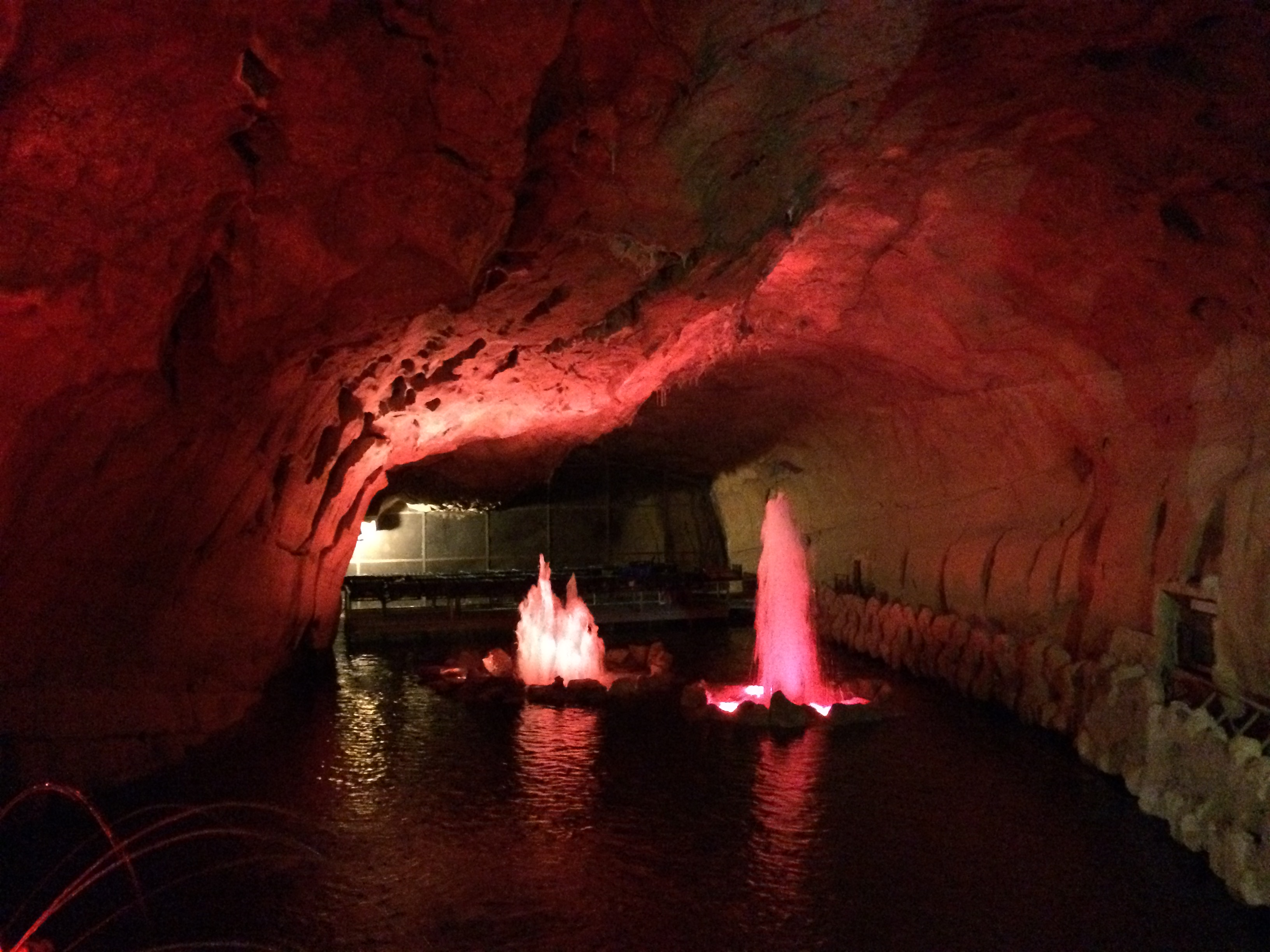